# Якобсен, Мими
Мими Вибеке Якобсен (дат. Mimi Vibeke Jakobsen; род. 19 ноября 1948, Копенгаген) — датский бывший политический деятель. Председатель партии «Центристские демократы» (1989—2001), первая женщина на посту председателя партии в Дании. Министр бизнеса (1994—1996), министр промышленности (1994), министр координации (1993—1994), министр по делам Гренландии (1987), министр социальных дел (1986—1988), министр по делам культуры (1982—1986). Депутат фолькетинга в 1977—2001 годах.

## Биография
Родилась 19 ноября 1948 в Копенгагене. Дочь политика Эрхарда Якобсена (Erhard Jakobsen; 1917—2002) и художника по фарфору Кате Тове, урождённой Ларссон (Kate Tove Larsson; 4 января 1915 — 7 мая 2003). У неё есть сёстры Эльсебет (Elsebet) и Аннелисе (Annelise).
С 1954 по 1964 год училась в народной школе.
В 1967 году — студентка гимназии в коммуне Гладсаксе, где её отец был бургомистром в 1958—1974 годах.
Изучала языки в Копенгагенском университете и получила степень бакалавра немецкого языка и фонетики.
В 1975—1978 годах работала ассистентом на кафедре фонетики и германской филологии Копенгагенского университета.
В 1988—1991 годах — управляющий директор организации Scleroseforeningen, помогающей больным склерозом в Копенгагене.
В 2000—2015 годах Мими Якобсен — генеральный секретарь благотворительной организации Red Barnet (Save the Children, «Спасём детей»).

## Политическая карьера
6 ноября 1973 года её отец вышел из партии «Социал-демократы». 7 ноября он основал партию «Центристские демократы». В 1989 году он передал политическое лидерство в партии своей дочери Мими. Мими Якобсен стала первой женщиной на посту председателя парламентской партии в Дании.
На муниципальных выборах 1974 года Мими Якобсен избрана депутатом совета коммуны Гладсаксе от «Социал-демократов». Была в совете до 1982 года.
По результатам парламентских выборов 15 февраля 1977 года Мими Якобсен избрана впервые депутатом фолькетинга от «Центристских демократов» в избирательном округе Сторстрём. На следующих парламентских выборах 23 октября 1979 года избрана в избирательном округе Копенгаген. Была депутатом от этого округа до парламентских выборов 20 ноября 2001 года. Член парламентского финансового комитета в 1981—1982 и 1988—1990 годах.
10 сентября 1982 года ушло в отставку правительство под руководством  премьер-министра Анкера Йёргенсена, лидера «Социал-демократов». «Центристские демократы» вошли в коалиционное правительство под руководством премьер-министра Поуля Шлютера, лидера Консервативной народной партии. В возрасте 34 лет Мими Якобсен получила пост министра по делам культуры. При перестановках в правительстве 12 марта 1986 года сменила Эльсебет Кох-Петерсен на посту министра социальных дел. 1 сентября 1987 года одновременно сменила Тома Хойема на посту министра Гренландии.
После выборов 8 сентября 1987 года, «Центристские демократы» вошли во второе коалиционное правительство под руководством премьер-министра Поуля Шлютера. 10 сентября Мими Якобсен назначена министром социальных дел. После досрочных выборов 10 мая, «Центристские демократы» не вошли в правительственную коалицию. Правительство ушло в отставку 3 июня 1988 года.
25 января 1993 года из-за скандала по поводу беженцев ушло в отставку правительство Поуля Шлютера. К власти пришли «Социал-демократы». «Центристские демократы» вошли в коалиционное правительство под руководством Поуля Нюрупа Расмуссена. Мими Якобсен получила созданный для неё пост министра координации. При перестановках в правительстве 28 января 1994 года Мими Якобсен одновременно сменила Яна Тройборга на посту министра промышленности. 8 февраля назначена министром промышленности и координации.
По результатам парламентских выборов 21 сентября 1994 года представительство в парламенте «Центристских демократов» уменьшилось с 9 до 5 мест. 27 сентября сформировано коалиционное правительство под руководством Поуля Нюрупа Расмуссена, в которое вошли «Центристские демократы». 27 сентября Мими Якобсен получила пост министра бизнеса. Правительство ушло в отставку 30 декабря 1996 года, когда «Центристские демократы» покинули коалицию в знак протеста против переговоров правительства по бюджету 1997 года с Социалистической народной партией и «Единым списком».
По результатам парламентских выборов 2001 года «Центристские демократы» потеряли представительство в фолькетинге, а партия «Венстре», возглавляемая Андерс Фог Расмуссен, значительно улучшила представительство. Основной темой кампании был приток иностранцев и ужесточение иммиграционного законодательства.
Мими Якобсен сохраняла пост председателя партии до 2005 года.
Партия «Центристские демократы» не смогла собрать подписи для участия в парламентских выборах 2007 года и прекратила существование в 2008 году.